# 纳瓦雷东达德拉林科纳达
纳瓦雷东达德拉林科纳达，是西班牙卡斯蒂利亚-莱昂萨拉曼卡省的一个市镇。 总面积13平方公里，总人口256人（2001年），人口密度20人/平方公里。